# Michael Jackson
Michael Joseph Jackson (Gary, Indiana, 29 d'agost de 1958 - Los Angeles, 25 de juny de 2009) fou un cantant, compositor, intèrpret, ballarí i músic en general de música pop estatunidenc, així com filantrop. Conegut com el «rei del pop», les seves contribucions a la música, el ball i la moda, a més a més de la seva coneguda vida pública, en feren una figura destacada de la cultura popular durant pràcticament quatre dècades.

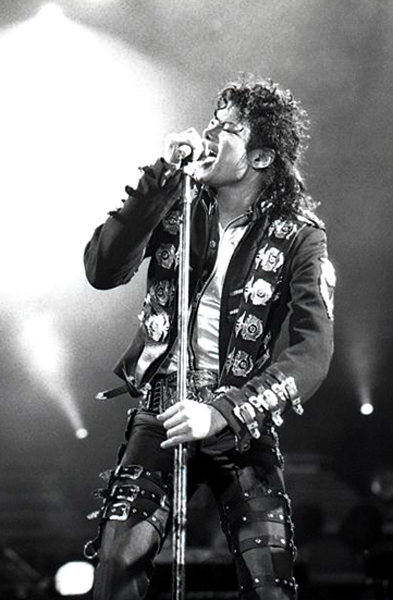

Jackson era el setè de nou germans (de fet, eren 10 germans, Marlon era bessó d'un nen que va morir poc després del naixement): Rebbie, Jackie, Tito, Jermaine, LaToya, Marlon, Randy i Janet. El seu pare, Joseph Jackson, treballava d'obrer i tota la família vivia en una humil casa al 2300 del carrer Jackson de la ciutat de Gary. Durant els seus primers anys, va estar molt lligat emocionalment a la seva mare Katherine Scruse i la seva germana gran. La sensibilitat i les maneres delicades de Michael no agradaven gens al seu pare, per la qual cosa, al principi, es va veure aïllat de les activitats musicals que duien a terme els seus germans a les ordres del pare.
Joe Jackson ja formava part del món musical, perquè havia format part de diferents grups musicals, però tots havien estat un fracàs. Per això, va decidir crear-ne un amb els seus fills i d'aquí sorgiren The Jackson Five. En un principi, Michael no formava part del grup, però gràcies a un petit incident en què el seu pare el va sentir cantar mentre actuava per a la seva mare, es va convertir en el cantant i el personatge principal del grup quan només tenia cinc anys. Els nois de Gary van guanyar un concurs que tenia de premi fer de teloners de Bobby Taylor & The Vancouvers, Bobby trucà a Berry Gordy, que va accedir a fer-los una prova de so. Després de treballar alguns mesos en diferents clubs i bars d'espectacle, van aconseguir l'èxit a final dels anys 60 gràcies a Berry Gordy, propietari del segell Motown Records i especialitzat en artistes afroamericans, amb qui van signar un contracte el març de 1969. Alguns dels seus èxits més coneguts amb els Jacksons 5 són: "I want you back", "ABC", "The love you save" i "I'll be there".
El 1972, quan encara formava part del grup, Michael va registrar el seu primer disc com a solista: "Got to be there", els tres grans èxits d'aquest àlbum van ser: "Got to be there", " Rockin Robin" i "Ben", cançó que formava part de la banda sonora de la pel·lícula del mateix nom sobre rates assassines (en castellà es va traduir per Ben, la rata asesina).
Amb la fama, es va accentuar l'aïllament infantil de Michael que, juntament amb els maltractaments que patia per part del seu pare, van marcar la seva infància i adolescència.

## Carrera artística

### De 1980 a 1990
La seva millor època plena de grans èxits i fama va començar l'any 1982, quan va publicar l'àlbum "Thriller", que es va convertir en el més venut de la història, amb 109 milions de còpies, i actualment encara ho és. D'aquest àlbum, és famosa la cançó del mateix nom i més concretament el seu videoclip: un curtmetratge dirigit per John Landis en què apareixen zombis i homes llop, i del qual s'ha fet característic el ball que realitza Michael Jackson amb els zombis (ell i Michael Peters van ser els creadors de la coreografia). Aquest àlbum va generar set números 1 en les llistes d'èxits, com ara «Beat It» o «Billie Jean» (el seu videoclip va destacar per ser el primer videoclip protagonitzat per un afroamericà que es va emetre regularment per la cadena musical MTV).
El 1984, Michael va guanyar set premis Grammy pel seu àlbum Thriller i un com a millor gravació per a nens per la música d'una narració que Spielberg va fer basada en la pel·lícula E.T. l'extraterrestre i de la cançó «Someone In the Dark». D'aquesta manera, Michael entra a formar part del llibre Guinness dels rècords com a artista amb més Grammys guanyats en un sol any. Fou en aquest any de tants èxits que Michael Jackson va anunciar oficialment que abandonava el grup dels seus germans. El 25 de març de l'any 1983, Michael Jackson va actuar en l'especial televisiu Motown 25: Yesterday, Today, Forever. Primer va cantar amb els seus germans alguns dels seus èxits en l'època dels Jacksons 5. Després va interpretar el seu tema «Billie Jean», en què va fer per primera vegada el moonwalk, el seu pas de ball més famós. Amb aquesta coreografia, canvià el món per sempre, mai ningú no havia barrejat el ball amb la cançó en una actuació en directe com en aquella nit.
L'any 1985, es treu al mercat el single «We Are the World» (escrit per Michael Jackson i Lionel Richie), que formava part del projecte «USA for Africa» destinat a guanyar diners per ajudar a combatre la fam que patien els pobles d'Àfrica. En el projecte, hi van participar 45 artistes famosos de l'època, que van convertir la cançó en la més venuda de la història, amb la qual es van aconseguir més de 60 milions de dòlars per al projecte. També aquest any, Michael va adquirir els drets d'autor sobre algunes de les cançons més importants dels The Beatles i d'Elvis Presley.
El 1987, treu al mercat el seu tercer àlbum Bad, l'últim produït per Quincy Jones. Amb aquest àlbum, Michael va aconseguir 29 milions de còpies venudes i set números 1, entre els quals hi ha: «I Just Can't Stop Loving You» (amb dues versions cantades en castellà i francès), «Bad» (de la qual també en va fer un curtmetratge amb Martin Scorsese com a director), «The Way You Make Me Feel» (que convida la seva germana Latoya a col·laborar), «Man in the Mirror» (la recaptació d'aquest single va ser íntegra per a obres benèfiques) i «Dirty Diana». Aquest àlbum va donar lloc a una gira d'un any a través de 15 països (a Barcelona, va venir el 9 d'agost de 1988 al Camp Nou).

### De 1990 a 2000
El 1991, Michael va treure al mercat l'àlbum Dangerous, que va vendre 29 milions de còpies arreu del món. D'aquest àlbum, destaca la cançó "Black or White", el videoclip de la qual també va destacar pel fet de mostrar nous efectes especials mai vistos abans, dirigit per John Landis, el mateix director del curt "Thriller". "In the closet" (en el curt, l'acompanya la model Naomi Campbell), "Remember the time" (en el curt col·labora Eddie Murphy, la model Iman i l'estrella dels Lakers Magic Jhonson), "Heal the world" (tot un himne mundial), "Will you be there" (extraordinària cançó) o "Goone too soon" (dedicada al seu amic Ryan White, que morí de SIDA).
Més tard, va iniciar el Dangerous world tour, la seva segona gira en solitari, que va resultar ser un èxit sense precedents. A Barcelona, va arribar el 18 de setembre del 1992 i va ser el primer artista que inaugurava l'estadi olímpic tot just acabats els Jocs Olimpics.
El 31 de gener de 1993, a l'estadi Rose Bowl de Pasadena (Califòrnia) es jugava la XXVII edició de la Superbowl. A la mitja part, Michael Jackson va actuar trencant tots els rècords Guiness com l'espectacle més vist de totes les superbowls de la televisió nord-americana.
El 1993, el pare de Jordan Chandler el va denunciar per abusos sexuals. L'any 2011, fa unes declaracions negant aquelles acusacions, el pare del noi es va suïcidar d'un tret al cap pocs mesos de la desaparició de Michael Jackson.
El 1995, es publica un doble àlbum mixt titulat HIStory: Past, Present and Future, en què Michael Jackson recull els seus grans èxits del passat i el present (en la primera part de l'àlbum, titulada History begins) i inclou 14 cançons noves (en la segona, titulada History continues).
El primer senzill d'aquest àlbum va ser la cançó "Scream", un duet de Michael amb la seva germana Janet, que va arribar fins al número 5 de la llista d'èxits de la revista musical Billboard i va ser el curt més car de la història de la música. Però, el gran èxit fou el segon senzill You are not alone, que va entrar directament al número 1 de la llista i en el vídeo del qual apareixia Michael amb la seva dona en aquell moment, Lisa Marie Presley, "They don't care about us" (amb dues versions del director Spike Lee, una d'aquestes a la favela de Santa Marta al Brasil, on actualment han construït una estàtua de Michael com a homenatge i record; "Stranger In Moscow", una cançó amb molt sentiment que a Michael li va "venir al cap" quan era de gira a Moscou acusat i amb un curt rodat amb blanc i negre espectacular, "Earth song", una meravella que ens recorda el patiment del planeta i l'explotació dels animals, "D.S." escrita al jutge del cas Chadler (Tom Sneddon); "Come together", la cançó de John Lenon que versiona a Moonwalker; "Childhood", que és la cançó d'Allibereu Willie 2, en què les lletres volen ser una justificació d'ell mateix amb el públic perquè l'entengui; "2Bad", interpretada junt amb l'estrella de l'NBA Shaquille O'Neal; "Smile" és una versió de la cançó que va compondre Charles Chaplin; Michael n'era un gran seguidor. "Little Susie", que tracta d'una nena assassinada, una cançó que trenca el cor. Amb tot això, History va ser l'àlbum doble més venut de la història.
Part de la popularitat d'aquest àlbum també es deu a la seva campanya publicitària, que va consistir en la distribució d'estàtues d'uns tres metres d'alçada amb la figura de Jackson.
L'any 1997, Jackson va treure al mercat un àlbum de remixos de tots els seus grans èxits d'History i el va titular Blood on the Dance Floor: History in the mix, tot i que no va tenir l'èxit que Jackson esperava, perquè en va vendre només 6 milions de còpies. L'àlbum també incloïa cinc noves cançons: "Blood On The Dance Floor", "Superfly Sister", "Morphine", "Is It Scary?" i "Ghosts". Aquestes dues últimes cançons estaven basades en un curtmetratge titulat Ghosts que Michael Jackson va escriure juntament amb Stephen King i va ser dirigit per Stan Winston. En destaquen uns impressionants efectes especials i els brutals moviments de ball. Michael va dedicar aquest àlbum a Elton John per ajudar-lo a superar la seva addicció als calmants. En realitat, Elton havia deixat casa seva a Michael perquè s'allunyés de la premsa i Michael mai no li ho havia agraït (segons explicà Elton).
Aquest mateix any, Michael va rebre nombroses condecoracions i títols, com ara el World Music Award a l'artista pop masculí més venut del mil·lenni". També va entrar a formar part, per partida doble, del Rock and Roll Hall of Fame com a membre dels The Jackson 5 el 1997 i com a artista en solitari el 2001.

### De 2000 fins a la seva defunció
L'octubre de 2001, Michael va publicar l'àlbum Invincible per a celebrar el seu 30è aniversari com a solista. L'àlbum (el més car que s'ha produït fins ara) va debutar com a número 1 en les llistes d'èxit de tretze països i, des de llavors, se n'han venut 8 milions de còpies. Invincible marca una nova etapa en l'estil musical de Jackson, ja que s'orienta cap a un estil més R'n'B amb l'ajuda de nous productors. "Cry, Butterflies, You Rock My World", de la qual es va fer un curtmetratge de 14 minuts amb l'actuació de Marlon Brando i Michael Madsenen. Michael fa al·lusió a antigues cançons, a antics videoclips i a les coreografies que el van fer famós. La meravellosa "Spechless", la contundent "2000 watts", la dolça "You are my life", la increïble "Lost children", la rítmica "Watever happens", en què col·labora Carlos Santana, etc. Just abans del llançament de l'àlbum, Michael Jackson informa Tommy Mottola, director de la discogràfica Sony Music Entertainment, que no volia renovar el contracte que estava a punt d'expirar.
L'octubre d'aquest mateix any, Jackson va treure un nou senzill (amb la participació d'altres artistes) titulat What more can I give, que estava destinat a recaptar diners per a les famílies de les víctimes dels atacs terroristes de l'11 de setembre de 2001 a Nova York i Washington DC. Recordem que Michael era a Nova York amb dos concerts celebrant el seu 25è aniversari musical de Thriller.
Van produir una compilació en CD i DVD amb els números 1 de Jackson titulada Number Ones. La compilació va vendre més de 6 milions de còpies arreu del món. D'aquest àlbum, en destaca una cançó nova titulada "One more chance".
El 13 de juny de 2002, Michael Jackson va entrar al Songwriters Hall of Fame ('Mur de la fama de compositors'). En aquella mateixa època, Jackson va acusar públicament Tommy Mottola de sabotejar la promoció de l'àlbum Invincible, que s'ha demostrat que va ser totalment cert: Mottola es va comportar il·legalment amb Michael i la Sony, feia la sensació que volia enfonsar Michael, el millor artista i el més reconegut del món.
El novembre de 2003, Michael Jackson i Sony Records van treure al mercat una compilació dels números 1 de l'artista en CD i DVD titulada Number Ones.
El febrer de 2006, Sony BMG va treure al mercat un recull titulat Visionary - The Video Singles, de dues cares, cançó i curt, que inclou vint dels millors èxits de Michael Jackson. A la fi de 2006, Jackson va visitar l'oficina del Guinness World Records situada a Londres, on va rebre vuit premis, entre els quals hi havia el de «"primer artista a guanyar més de 100 milions de dòlars en un any» i «primer artista a vendre més de 100 milions d'àlbums fora dels Estats Units».
A la fi del mes de març de 2006, s'especulava amb la possibilitat del retorn de Michael Jackson al mercat musical amb una nova imatge i un nou estil per tal de poder començar de nou i oblidar els problemes del passat. El 15 de novembre de 2006, durant la cerimònia dels World Music Awards, Michael Jackson va rebre el "Diamond Award" per vendre més de 100 milions d'àlbums. Aquesta va ser la seva segona aparició en públic des dels judicis de 2005.
El 21 de novembre de 2008, els diaris van publicar que Jackson s'havia convertit a l'islam i va canviar el seu nom per Mikaeel, rumors infundats. Els rumors apunten que el seu nou disc sortirà el 2009, tot i que ja apareixeran al mercat nous singles a la darreria d'aquest any.
El maig de 2009, compareixia de nou en una roda de premsa mediàtica a Londres, anunciant que el 13 de juliol començaria la seva última gira: 50 concerts a l'O₂ arena, que durarien fins al març del 2010. Era la primera vegada que parlava en públic des del 2006. En poc més de dues setmanes, es van exhaurir les entrades per als concerts.
El 25 de juny de 2009, mor a causa d'una aturada cardíaca a la seva mansió a Los Angeles, als 50 anys justos. Se l'enduen ràpidament a l'hospital, però ja és mort, encara que durant una hora i mitja continuen intentant reanimar-lo sense poder-hi fer res. Malauradament, no va poder arribar als concerts i en aquell tràgic 25 de juny va morir el gran rei del pop.
Durant els dies posteriors a la seva mort, es van mostrar múltiples mostres de condol. La notícia va ser un veritable boom a tot el món i el dia de la seva mort va ser número 1 en vendes i el dia més trist.

## Vida personal i mediàtica

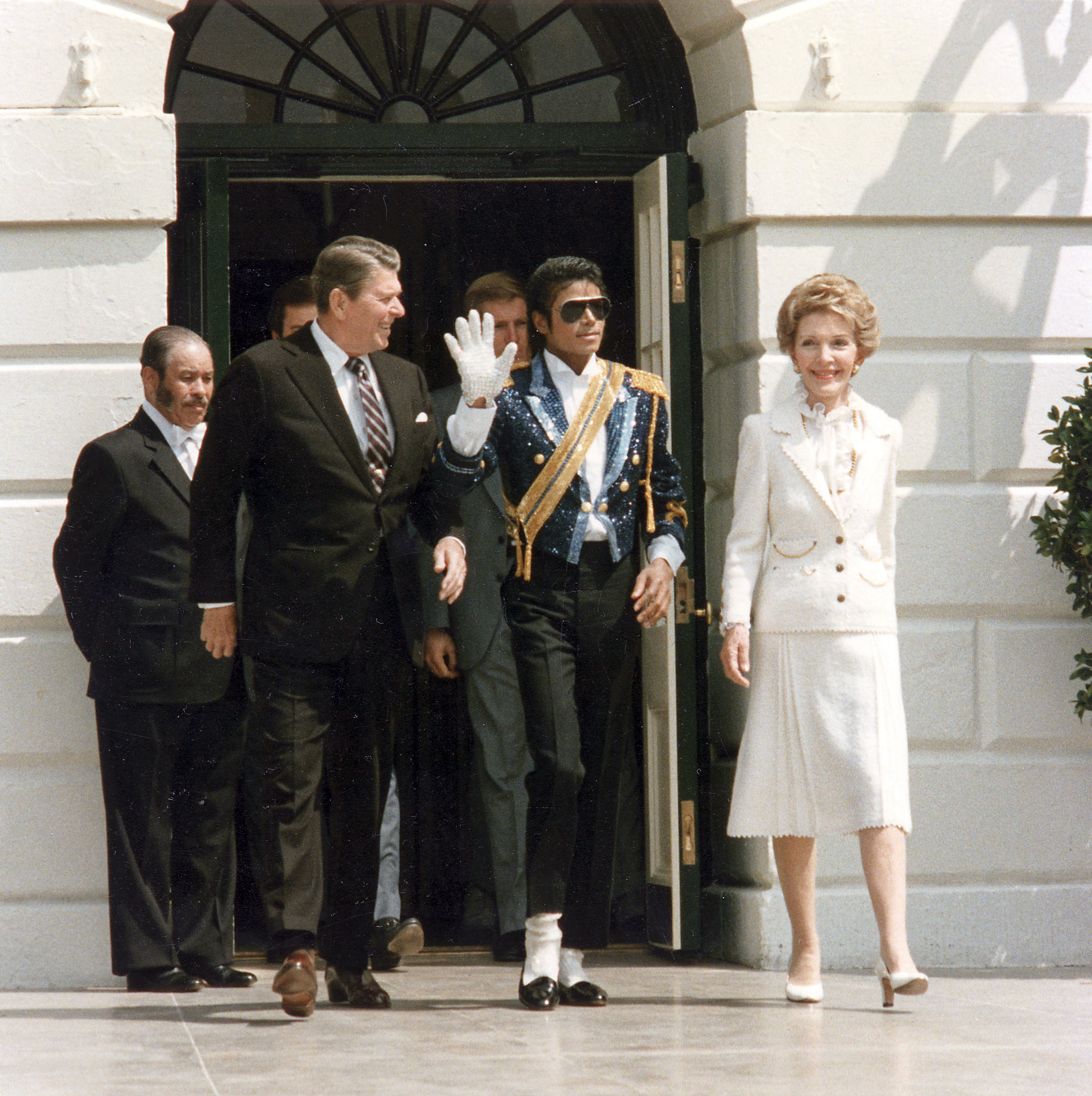
Jackson a la Casa Blanca amb el president Ronald Reagan i la primera dama Nancy Reagan, 1984

Entre les amistats més famoses, hi trobem Elizabeth Taylor i Quincy Jones (a qui va conèixer en el rodatge d'El mag) i l'actor Macaulay Culkin. A més a més, Tatum O'Neal, Liza Minelli, Jane Fonda, Gregory Peck, Cary Grant, Corey Feldam, Eddie Murphy, Paula Abdul, Olivia Newton John, John Travolta, Bee Gees, Paul MacCarney, Yoko Ono, Sean Lenon, Stevie Wonder, etc.
Per la seva vida amorosa, hi han passat Tatum O'Neal, Brooke Shields i Lisa Marie Presley (filla d'Elvis Presley), amb qui es va arribar a casar. El matrimoni amb la filla del rei del rock, que va rebre dures crítiques de la premsa, no va arribar als dos anys de duració i es van acabar divorciant. El 14 de novembre de 1996, Michael Jackson es va casar amb la seva infermera dermatòloga personal, Deborah Jeanne Rowe, amb qui va tenir dos fills: Michael Joseph Jackson Junior (més conegut com a Prince) i Paris Katherine Jackson. El matrimoni amb Rowe va durar fins a l'any 1999, quan es van divorciar. La controvèrsia va tornar a aparèixer quan Michael va declarar que Rowe volia que ell es quedés amb els fills com a regal. Michael té un tercer fill, Prince Michael II (més conegut com a Blanket (manta), que va ser concebut amb l'ajuda d'una mare de lloguer mexicana a principi del 2002.
La imatge de Michael va començar a decaure quan la premsa sensacionalista va publicar diferents articles en què explicava les extravagàncies de Michael, moltes inventades, com ara dormir en una cambra hiperbàrica o adquirir l'esquelet d'un home elefant (ell mateix ho ridiculitza al curt Leave me alone), fet que li va donar el nom pejoratiu de Wacko Jacko.
Després de l'èxit de Thriller el 1982, Michael tenia grans expectatives pel seu següent àlbum. En un principi, volia introduir-hi 30 cançons, que Quincy Jones va reduir a 10. La seva idea per al senzill principal de l'àlbum era un duet amb el també cantant de pop Prince, però a causa de la diferència d'idees entre els dos cantants no es va arribar a realitzar. Finalment, Michael va contractar el director Martin Scorsese per fer el vídeo del senzill Bad, amb una durada de 18 minuts. La problemàtica va començar quan es va emetre el vídeo per la televisió, ja que la imatge de Michael havia canviat considerablement, principalment a causa de les operacions de cirurgia plàstica. Jackson va atribuir aquest canvi de color a una malaltia anomenada vitiligeni; posteriorment, la seva autòpsia va revelar que patia la malaltia veritablement, junt amb un lupus.
Des del 1988 fins al 2001, Michael Jackson va viure en el seu ranxo de Neverland (Santa Ynez, Califòrnia), nom que va posar en relació al "país del mai més" de Peter Pan, ja que Michael n'era un gran admirador per no voler fer-se gran. En aquest ranxo, Michael hi va construir un parc d'atraccions i un zoo privat amb l'objectiu de donar diversió i entreteniment als nens amb malalties terminals o de baix nivell econòmic. També s'ha de defensar el fet que tenia instal·lades al ranxo habitacions adaptades per a nens amb tractaments greus. Els problemes aparegueren quan es van fer públiques les festes de pijames que Jackson organitzava, sobretot quan ell mateix va admetre que algunes vegades dormia al mateix llit que els nens. Això el va portar a ser acusat dues vegades d'abús sexual a un menor, el 1993 i el 2003. El pare del noi que el va acusar l'any 93 es va suïcidar poc després de morir Michael i el mes de febrer del 2011; el noi (ara adult) va declarar als mitjans que tot era mentida.
El 2003, Michael va ser acusat del mateix delicte per un menor de 14 anys. Aquest menor vivia a Neverland amb la seva mare i els seus altres dos germans. Aquest menor era malalt de càncer i Michael li pagava tots els costos sanitaris i la manutenció de tots els membres de la família, cosa que va dur a curar al noi. El menor va declarar en un programa de televisió que "estimava Michael com un pare", i la seva família deia el mateix de Michael. Però, injustament, Michael va haver d'anar a judici; finalment, el 2005, va ser declarat innocent dels 13 càrrecs que se l'imputaven. Algunes setmanes després de finalitzar el judici, la mare del menor va ser acusada formalment d'estafa a l'assegurança a l'estat de Califòrnia. El jutge ja sabia que la mare del noi malalt de càncer havia delinquit estafant, però no hi va fer cas i va preferir acusar Michael formalment. En canvi, quan Michael va morir, l'home ho va lamentar després de tot el calvari que va fer-li viure.

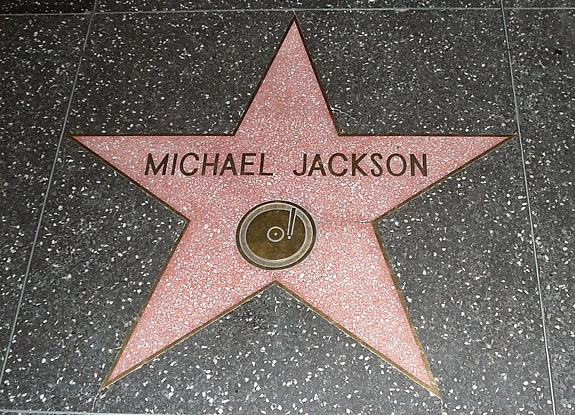
L'estrella de Jackson al Passeig de la Fama de Hollywood, col·locada el 1984

També l'any 2003, es va retransmetre per televisió un documental titulat Living with Michael Jackson, en què el periodista britànic Martin Bashir entrevistava Michael Jackson sobre la seva vida personal i el seguien en la seva vida diària durant 18 mesos. Les imatges del reportatge van crear un gran rebombori entre el públic i els mitjans de comunicació i Jackson va declarar que se sentia traït per Bashir, ja que s'havia manipulat el vídeo i les seves paraules, i es mostrava una imatge errònia d'ell. Per defensar-se, Michael va emetre el seu propi reportatge, filmat per un càmera seu durant la filmació del reportatge de Bashir, en què apareixen les entrevistes completes sobre els temes que Bashir havia manipulat.
Després del judici, Michael es va traslladar a viure a Bahrain. Allà es va dedicar a escriure noves cançons, entre aquestes un senzill dedicat a les víctimes de l'huracà Katrina titulat I have this dream, en què també col·laboren cantants com Ciara, Snoop Dogg, R. Kelly, Keyshia Cole, James Ingram i Jermaine Jackson, entre d'altres. Després de molt de retard, el senzill encara no s'ha posat a la venda.
El 9 de març de 2006, es va anunciar el tancament del ranxo de Neverland per falta de pagament dels sous dels empleats. El jutge va posar a Jackson una data límit (14 de març de 2006) per fer-ne efectiu el pagament, en cas contrari seria multat. Finalment, Michael va pagar als seus empleats.
Al mes de juliol, s'anunciava la reestructuració econòmica de Michael Jackson després de recuperar i enfortir els vincles amb els seus comptables i gestors: les empreses Bernstein, Fox, Whitman, i Goldman & Sloan. Els advocats Qays Zu'bi i Grahame Nelson, i l'executiu de Gut Records, Guy Holmes.
També es va establir l'empresa The Michael Jackson Company, Inc., amb la intenció de fer desaparèixer MJJ Productions.
A principi del 2007, va rebre un premi de la cadena musical MTV Japan, en honor dels més de 100.000.000 discs venuts al Japó.
Va morir el 25 de juny de 2009 a Los Angeles (Estats Units), a l'edat de 50 anys, a causa d'una aturada cardíaca. El metge personal contractat per AEG amb motiu dels concerts anunciats per Londres, el cardiòleg Conrad Murray, li va sobreadministrar propofol (junt amb altres tranquil·litzants, ansiolítics i antidepresius). S'ha demostrat que aquest metge li va fer una reanimació cardiopulmonar (RCP) al llit, cosa totalment desaconsellada, ja que sempre s'ha d'aplicar sota un medi dur per mantenir la caixa toràcica recta. El metge va fer venir el fill Prince Michael i la filla Paris, que van veure com moria el seu pare.
El metge no tenia cap mesurador de control del cor i d'oxigen, tot i que li administrava un anestèsic per dormir, una aberració. El mes de novembre de 2011, el metge fou declarat culpable d'homicidi involuntari.

## Discografia
Amb la discogràfica Motown:
- Got To Be There (1971)
- Ben (1972)
- Music And Me (1973)
- Forever, Michael (1975)
- Farewell My Summer Love (1984)

Recopilatoris:
- A Collection of Michael Jackson's Oldies (1972) - Amb cançons, a més, dels Jackson Five
- The Best of Michael Jackson (1975)
- One Day In Your Life (1981)
- Anthology (1986) - Amb cançons, a més, dels Jackson Five

Amb la discogràfica Epic Records (Sony Music/Sony BMG) :
- Off the Wall (1979)
- Thriller (1982)
- Bad (1987)
- Dangerous (1991)
- HIStory: Past, Present and Future - Book I (1995)
- Blood On The Dance Floor (1997)
- Invincible (2001)
- Michael (2010)
- Immortal (2011)
- Bad 25 (2012)
- Xscape (2014)

Recopilacions de temes i videoclips:
- Number Ones (2003)
- The Ultimate Collection (2004)
- The Essential Michael Jackson (2005)
- Visionary - The Video Singles (2006)